# Ivančići
Ivančići is een plaats in de gemeente Jastrebarsko in de Kroatische provincie Zagreb. De plaats telt 212 inwoners (2001).